# Vittantjärnarna
Vittantjärnarna är varandra näraliggande sjöar i Lycksele kommun i Lappland och ingår i Umeälvens huvudavrinningsområde.
- Vittantjärnarna (Örträsks socken, Lappland, 713009-165629), sjö i Lycksele kommun, 64°14′31″N 19°01′46″Ö / 64.2419°N 19.0294°Ö (2,65 ha)
- Vittantjärnarna (Örträsks socken, Lappland, 713034-165613), sjö i Lycksele kommun, 64°14′42″N 19°01′25″Ö / 64.2449°N 19.0237°Ö (3,08 ha)